# Bobo Rondelli
Bobo Rondelli, pseudonimo di Roberto Rondelli (Livorno, 18 marzo 1963), è un cantautore italiano.

## Biografia
Bobo Rondelli nasce a Livorno da padre emiliano originario di Vergato e madre originaria di Castagneto Carducci; cresce sul Pontino, quartiere popolare di Livorno, in cui vive tuttora.

### Les Bijoux e Ottavo Padiglione
Fin da giovane suona interpretando a richiesta cover di band celebri e fonda il trio Les Bijoux, insieme a Alessandro Minuti al basso e Sergio Adami alla batteria, che pubblica solamente un album, My Home,  cantando in inglese. Nel 1992 il gruppo viene rinominato Ottavo Padiglione, iniziando a cantare in italiano, prendendo ispirazione per il nome da quello del reparto di psichiatria dell'ospedale di Livorno ed incorporando nell'organico il violinista Steve Lunardi.
Nel 1993, grazie all'incontro tra Bobo Rondelli e Alberto Pirelli, produttore dei Litfiba, la casa discografica EMI produce il primo album del gruppo, Ottavo Padiglione, che vende 30 000 copie. Dall'album viene estratto uno dei singoli più noti del gruppo, Ho picchiato la testa. L'album viene registrato a Sesto Fiorentino dallo stesso Rondelli assieme a Adriano Primadei per essere poi missato all'Ira Soundlab con Fabrizio Simoncioni come tecnico del suono, che partecipa al lavoro anche in qualità di corista.
Nel 1995 Fabrizio Barbacci produce l'album Fuori posto per l'etichetta discografica Black Out, che contiene nuovi brani accanto a canzoni presenti nel repertorio del gruppo e suonate spesso dal vivo. Successivamente presentano il singolo estratto dall'album Sei andata via alla trasmissione televisiva Roxy Bar. Con Onde reggae, pubblicato dall'etichetta discografica Arroyo nel 1999, gli Ottavo Padiglione, affiancandosi a Dennis Bovell, virano verso sonorità reggae senza tuttavia dimenticare le loro origini. Il singolo estratto dall'album, Hawaii da Shangai, è dedicato alla memoria di Alessandro Minuti, l'ex bassista scomparso nel 1996.
Nel 2003 esce il loro ultimo lavoro, Ultima follia/Best a bestia, un doppio album costituito da Ultima follia, un album in studio contenente dieci brani inediti registrati con una nuova formazione degli Ottavo Padiglione, e da Best a bestia, una raccolta delle canzoni più famose incise nei dischi precedenti del gruppo. I brani originalmente contenuti negli album Ottavo Padiglione e  Fuori posto sono presenti in versioni dal vivo o in versioni presenti nei dischi pubblicati dalla Arroyo.

### Carriera solista
Nel 1991 Rondelli appare per la prima volta al cinema nel film Un paradiso senza biliardo, produzione italo-svedese diretta da Carlo Barsotti, accanto all'amico Paolo Migone.
Nel 2000 Rondelli scrive insieme a Pacifico per la regista Roberta Torre alcune musiche del film Sud Side Stori, musical di cui è anche protagonista, che viene presentato fuori concorso alla Mostra del Cinema di Venezia,  e viene premiato al Festival del Cinema di Berlino.
In seguito una collaborazione con la Dischi Ricordi finisce sul nascere a causa di discordanze sul modus operandi lasciando morire il progetto con Mauro Pagani che non verrà mai terminato; l'etichetta indipendente Arroyo, invece, dà all'artista carta bianca: nasce così, nel 2001, l'album Figlio del nulla, in collaborazione con Amek Ferrari, che non riscuote però lo stesso successo dei precedenti pubblicati con gli Ottavo Padiglione. Per Bobo ha così inizio la carriera da solista.
Subito dopo, nel 2002, è la volta di Disperati, intellettuali, ubriaconi, album interamente prodotto e arrangiato da Stefano Bollani. Bobo Rondelli viene invitato alle edizioni di quell'anno sia del Premio Tenco che del Premio Ciampi e proprio a Livorno Bollani vince il Premio Ciampi per il miglior arrangiamento.
Nel 2003 affianca Alessandro Paci in Andata e ritorno, film di cui compone anche la colonna sonora. Nel 2006 parte lo spettacolo comico Farsa, con Bobo Rondelli e Andrea Cambi, per la regia di Massimiliano Civica.
Il 16 maggio 2009 esce in edicola L'uomo che aveva picchiato la testa, un docu-film sulla storia di Bobo Rondelli diretto dall'amico Paolo Virzì, come anticipazione del suo nuovo album Per amor del cielo, che concorrerà come finalista nella categoria "Album dell'anno di cantautori non esordienti" all'edizione 2009 del Premio Tenco.
Nel 2010 viene ristampato il suo primo libro Compagni di sangue edito da Titivillus. Nello stesso anno compare poi nel film diretto da Paolo Virzì La prima cosa bella.
Nel 2011 Bobo Rondelli e Franco Loi realizzano assieme uno spettacolo chiamato Da bambino il cielo. Nell'ottobre dello stesso anno esce l'album L'ora dell'ormai, con la partecipazione del poeta milanese Franco Loi. Nel 2012 quest'album vince il Premio Lunezia Canzone d'Autore per il valore Musical-Letterario dell'Album.
Nel 2012 interpreta, per la regia di Toni d'Angelo, il personaggio di Marco nel film L'innocenza di Clara, film in cui canta il suo brano Per amarti, e nella quinta e settima stagione della serie Sky I delitti del BarLume interpreta il personaggio di Mariano Marini.  Nel 2016 prende parte al film La pazza gioia.
A fine maggio 2013 esce, per Ponderosa Music&Art, A Famous Local Singer, album prodotto da Pat Dillett in collaborazione con Mauro Refosco in cui Rondelli è affiancato da L'Orchestrino, una banda di ottoni formata da Dimitri Grechi Espinoza (sax tenore, sax alto, arrangiamenti), Filippo Ceccarini (tromba), Beppe Scardino (sax baritono), Tony Cattano (trombone), Daniele Paoletti (rullante), Simone Padovani (cassa) e Fabio Marchiori (melodica).
Nel 2014 Rondelli partecipa come ospite a vari show televisivi e radiofonici, tra cui Gazebo, Sostiene Bollani, Rai Radio 1, Rai Radio 2 con Max Giusti, Sky Arte e altri ancora.
A marzo 2015 esce, per Picicca Dischi e Sony BMG, Come i carnevali, album realizzato con la collaborazione di Francesco Bianconi, Fabio Marchiori e Simone Padovani. La produzione artistica è stata affidata a Filippo Gatti. Durante le esibizioni dal vivo per presentare quest'album, Bobo viene accompagnato da Fabio Marchiori alle tastiere, Simone Padovani alla batteria e percussioni e Stefano "Stive" Lunardi al violino. Bobo Rondelli ha presentato quest'album anche su Sky Arte a marzo 2015. Nel settembre 2015 al Festival Internazionale Dallo Sciamano allo Showman gli viene assegnata la Targa Shomano.
Nel marzo 2016 esce Bobo Rondelli canta Piero Ciampi, album registrato dal vivo al Teatro delle Commedie di Livorno. Con questo disco, Rondelli ha voluto rendere omaggio al suo grande concittadino Piero Ciampi, interpretando le sue canzoni in un organico molto intimo: Bobo alla voce e alla chitarra, Fabio Marchiori al pianoforte e Filippo Ceccarini alla tromba. Il disco è stato pubblicato da Picicca Dischi e The Cage, con la distribuzione a cura di Sony Music. Anche Sky Arte ha voluto celebrare questo sodalizio partecipando per la prima al Trieste Film Festival con il suo speciale Piero Ciampi - Poeta, Anarchico, musicista, che vede proprio Bobo Rondelli come protagonista, andato in onda a gennaio 2015 sul canale digitale. Quest'album ha concorso come finalista nella categoria Interprete di canzoni non proprie dell'edizione 2016 del Premio Tenco.
Nel giugno 2016 si esibisce a Musica da Bere dove viene premiato con la Targa della manifestazione.
Il 6 ottobre 2017 esce, sulla label The Cage e Labianca con distribuzione Sony Music, l'album Anime storte (The Cage / Sony Music Italy), prodotto e arrangiato da Andrea Appino. Prendono parte alla realizzazione di questo disco anche Bocephus King e Francesco Pellegrini. È il singolo Soli, pubblicato il 15 settembre 2017, ad anticipare l'intero album, seguito da un videoclip di Tommy Antonini girato tra Parigi e Barcellona. Durante la tournée per la presentazione di questo disco Bobo viene accompagnato da Matteo Pastorelli alle chitarre, Valerio Fantozzi al basso, Fabio Marchiori alle tastiere, Simone Padovani alla batteria e Stefano "Stive" Lunardi al violino. Bobo e il suo gruppo presentano il disco il 21 ottobre 2017 al Teatro Ariston di Sanremo in occasione del Premio Tenco.
Il primo maggio 2019 Bobo Rondelli è ospite, insieme ad altri grandi artisti, all'Uno maggio Taranto libero e pensante di Taranto. Nel luglio esce il suo libro Cos'hai da guardare, romanzo autobiografico pubblicato da Mondadori.
Al Festival di Sanremo 2020 Bobo Rondelli affianca, nella serata delle cover, Irene Grandi nell'esecuzione di La musica è finita, brano di Umberto Bindi, Franco Califano e Nicola Salerno presentato al Festival di Sanremo 1967 da Ornella Vanoni.
l'11 giugno 2021 esce Cuore libero, il suo nono album da solista, per l'etichetta The Cage/Santeria Records e distribuito da Audioglobe. Il disco viene anticipato dal singolo Sabrina il 14 maggio 2021.
Il 14 giugno 2024 pubblica l'album Storie Assurde a cui fa seguito il tour "Storie Assurde Live 2025" che lo vedrà impegnato a Bologna, Roma, Sarzana e Milano.

## Discografia

### Da solista

#### Album in studio
- 2001 - Figlio del nulla
- 2002 - Disperati, intellettuali, ubriaconi
- 2009 - Per amor del cielo
- 2011 - L'ora dell'ormai
- 2013 - A Famous Local Singer (come Bobo Rondelli e L'Orchestrino)
- 2015 - Come i carnevali
- 2016 - Bobo Rondelli canta Piero Ciampi
- 2017 - Anime storte
- 2021 - Cuore libero
- 2024 - Storie assurde

#### Singoli
- 2011 - Per amarti
- 2013 - Cuba lacrime
- 2015 - Qualche volta sogno
- 2017 - Soli
- 2021 - Sabrina
- 2021 - Cuore libero
- 2024 - La chiappona

### Con Les Bijoux

#### Album in studio
- 1988 - My Home

#### Album dal vivo
- 1987 - Live At 4 Mori 7-10-86

### Con gli Ottavo Padiglione

#### Album in studio
- 1993 - Ottavo Padiglione
- 1995 - Fuori posto
- 1999 - Onde reggae
- 2003 - Ultima follia/Best a bestia

#### Singoli
- 1993 - Ho picchiato la testa
- 1995 - Dal balcone
- 1995 - Sei andata via
- 1999 - In vacanza
- 1999 - Hawaii da Shangai
- 1999 - New England a non so dove

## Filmografia

### Attore
- Un paradiso senza biliardo, regia di Carlo Barsotti (1991)
- Sud Side Stori, regia di Roberta Torre (2000)
- Andata e ritorno, regia di Alessandro Paci (2003)
- Il pugno di Gesù, regia di Stefan Jäger (2007)
- L'uomo che aveva picchiato la testa (documentario), regia di Paolo Virzì (2009)
- La prima cosa bella, regia di Paolo Virzì (2010)
- L'innocenza di Clara, regia di Toni D'Angelo (2012)
- I delitti del BarLume, episodio La carta più alta, regia di Eugenio Cappuccio (2013) - non accreditato
- La brutta copia, regia di Massimo Ceccherini (2013)
- Piero Ciampi - Poeta, Anarchico, Musicista, regia di Marco Porotti (2015) - documentario
- La pazza gioia, regia di Paolo Virzì (2016)
- I delitti del BarLume, regia di Roan Johnson - serie TV, episodio 5x02 (2018)
- I delitti del BarLume, regia di Roan Johnson - serie TV, episodio 7x01 (2020)

### Colonna sonora
- Sud Side Stori, regia di Roberta Torre (2000)
- Andata e ritorno, regia di Alessandro Paci (2003)

## Libri
- Compagni di sangue, Titivillus, 2010
- Cos'hai da guardare, Mondadori, 2019, ISBN 8804709340

## Teatro
- Farsa, regia di Massimiliano Civica (2006)
- Cioni Mario di Gaspare fu Giulia, regia di Alessandro Benvenuti e Gianni Clementi (2007)
- Da bambino il cielo (2011)